# Вельополе-Скшинське (гміна)
Гміна Вельополе-Скшинське (пол. Gmina Wielopole Skrzyńskie) — сільська гміна у східній Польщі. Належить до Ропчицько-Сендзішовського повіту Підкарпатського воєводства.
Станом на 31 грудня 2011 у гміні проживало 8473 особи.

## Територія
Згідно з даними за 2007 рік площа гміни становила 93.41 км², у тому числі:
- орні землі: 72.00%
- ліси: 19.00%

Таким чином, площа гміни становить 17.02% площі повіту.

## Населення
Станом на 31 грудня 2011:
| Опис     | Загалом | Загалом | Чоловіки | Чоловіки | Жінки | Жінки |
| -------- | ------- | ------- | -------- | -------- | ----- | ----- |
| одиниця  | осіб    | %       | осіб     | %        | осіб  | %     |
| все      | 8473    | 100     | 4218     | 49.78    | 4255  | 50.22 |
| міське   | 0       | 100     | 0        |          | 0     |       |
| сільське | 8473    | 100     | 4218     | 49.78    | 4255  | 50.22 |

## Сусідні гміни
Гміна Вельополе-Скшинське межує з такими гмінами: Бжостек, Вішньова, Івежице, Ропчице, Сендзішув-Малопольський, Стрижів, Фриштак, Чудець.